# The 70's House
The 70's House era un reality show creato e trasmesso da MTV. Il reality era ambientato in una casa dove 12 concorrenti dovevano essere più possibilmente vicini agli anni '70. Chi per sbaglio nominava una cosa che a quei tempi non esisteva (ad esempio un iPod o un computer portatile) veniva nominato e quindi a rischio di eliminazione.
Il reality è stato vinto da Andrew Severyn.

## Risultati
| # Episodio | Nome Episodio             | Concorrente eliminato | Concorrente rimasto |
| ---------- | ------------------------- | --------------------- | ------------------- |
| 1          | "Welcome to the 1970s"    | Geo                   | Andrew              |
| 2          | "Disco Duck"              | Lee                   | Hailley             |
| 3          | "Dodge Ball"              | Peter                 | Sarah               |
| 4          | "Car Wash"                | Hailley               | Linda               |
| 5          | "Love Boat"               | Ruben                 | Joey                |
| 6          | "You're So Vain"          | Jami                  | Linda               |
| 7          | "Roller Boogie"           | Ashley                | Corey               |
| 8          | "Five Sticks of Dynamite" | Lynda                 | Corey               |
| 9          | "Tiger Beat"              | Corey & Sarah         | Joey                |
| 10         | "Andrew Wins!"            | Joey                  | Andrew              |